# Sentisch Horn
Sentisch Horn är en bergstopp i Schweiz.   Den ligger i regionen Prättigau/Davos och kantonen Graubünden, i den östra delen av landet, 190 km öster om huvudstaden Bern. Toppen på Sentisch Horn är 2 827 meter över havet, eller 172 meter över den omgivande terrängen. Bredden vid basen är 1,3 km.
Terrängen runt Sentisch Horn är huvudsakligen bergig, men åt sydost är den kuperad. Närmaste större samhälle är Davos, 7,3 km nordväst om Sentisch Horn. 
Trakten runt Sentisch Horn består i huvudsak av gräsmarker. Runt Sentisch Horn är det ganska glesbefolkat, med 28 invånare per kvadratkilometer.